# هيلاري هوارد
هيلاري هوارد (بالإنجليزية: Hilary Howard)‏ هي كاتبة سيناريو وصحفية وممثلة أمريكية، (و. القرن 20  م).

## وصلات خارجية
- هيلاري هوارد على موقع IMDb (الإنجليزية)
- هيلاري هوارد على موقع أول موفي (الإنجليزية)